# Stanley Mandelstam
Stanley Mandelstam (12 de diciembre de 1928 - 23 de junio de 2016) fue un físico teórico estadounidense nacido en Sudáfrica. Introdujo las variables relativamente invariantes de Mandelstam en la física de partículas en 1958 como un conveniente sistema de coordenadas para formular sus relaciones de doble dispersión. Las relaciones de doble dispersión fueron una herramienta central en el programa bootstrap que buscaba formular una teoría consistente de infinitos tipos de partículas de aumento de spin.

## Carrera
- Profesor de Física Matemática, Universidad de Birmingham , 1960-63
- Profesor de Física, Universidad de California, Berkeley , desde 1963 ( Profesor Emérito desde 1994)
- Profesor Asociado, Universidad de Paris-Sud , 1979-80 y 1984-85